# Caligny
Caligny is een gemeente in het Franse departement Orne (regio Normandië) en telt 870 inwoners (1999). De plaats maakt deel uit van het arrondissement Argentan. In de gemeente ligt het gesloten spoorwegstation Caligny.

## Geografie
De oppervlakte van Caligny bedraagt 14,9 km², de bevolkingsdichtheid is 58,4 inwoners per km².
De onderstaande kaart toont de ligging van Caligny met de belangrijkste infrastructuur en aangrenzende gemeenten.

## Demografie
Onderstaande figuur toont het verloop van het inwonertal (bron: INSEE-tellingen).